# Piper abbadianum
Piper abbadianum är en pepparväxtart som beskrevs av Truman George Yuncker. Piper abbadianum ingår i släktet Piper och familjen pepparväxter. Inga underarter finns listade i Catalogue of Life.